# Agrupación Independiente de Sellent
Para el Sistema Automático de Identificación (AIS), véase: Automatic Identification System
AIS son las siglas de "Agrupación Independiente de Sellent", una agrupación de electores, no adscrita a ningún partido político concreto, que se formó en Sellent con motivo de las primeras elecciones locales democráticas en España después del franquismo, y que se celebraron el día 3 de abril del año 1979.
Estuvo basada en el compromiso de defender los intereses del pueblo y de los vecinos, por encima de cualquier ideología política.
Fue inscrita en el Registro de la Junta Electoral de Zona de Xátiva (Valencia).
Fue la candidatura que obtuvo un amplio respaldo mayoritario del pueblo durante tres legislaturas consecutivas, siendo alcalde su cabeza de lista, Joaquín Llácer Llácer, tal como se explica a continuación:
- En la 1.ª legislatura de 1979, obtuvo el apoyo del 75,6 % de los electores.
- En la 2.ª de 1983, fue respaldada por el 75,7 %.
- En la 3.ª legislatura de 1987, obtuvo el apoyo del 68,4 %.

En las elecciones de 1991 Joaquín Llácer se presentó también como independiente, pero encabezando la candidatura del PSPV-PSOE y consiguió igualmente mayoría absoluta.